# Lights Camera Revolution
Lights Camera Revolution è il quarto album in studio dei Suicidal Tendencies, pubblicato nel 1990 per la Epic Records.

È stato registrato negli studi Rumbo Recorders di Canoga Park, e agli Amigo Studios di Hollywood, prodotto da Mark Dodson e dai Suicidal Tendencies, e arrangiato da Mike Bosley.

## Tracce
1. You Can't Bring Me Down (Mike Muir, Rocky George) - 5:50
2. Lost Again (Muir, George) - 5:16
3. Alone (Muir, Mike Clark) - 4:24
4. Lovely (Muir, Clark, Robert Trujillo) - 3:45
5. Give It Revolution (Muir, Clark, R. J. Herrera) - 4:22
6. Get Whacked (Muir, Clark) - 4:23
7. Send Me Your Money (Muir) - 3:24
8. Emotion No 13 (Muir, George) - 3:43
9. Disco's Out, Murder's In (Muir, Clark, Herrera) - 3:07
10. Go'n Breakdown (Muir, Clark) - 4:39

## Formazione
- Mike Muir - voce
- Rocky George - chitarra solista
- R. J. Herrera - batteria
- Mike Clark - chitarra ritmica
- Robert Trujillo - basso